# Congregazione casadeiana
La Congregazione casadeiana è stata una congregazione benedettina che univa vari monasteri di Francia, Occitania, Toscana e Italia del Nord alle dipendenze della casa madre dell'Abbazia di Chaise-Dieu (in latino Casa Dei, "Casa di Dio"), nella regione occitana dell'Alvernia-Rodano-Alpi, fondata nel 1043 da Roberto di Turlande insieme ad alcuni suoi discepoli, tra i quali Stefano di Chaliers ed un certo Delmas.
Facevano parte, fino al XIV secolo, della congregazione le seguenti abbazie e relativi possedimenti e benefici: 
- Abbazia di Frassinoro, Modena (1071)
- Abbazia di San Quirico in Monticello, nei pressi di Lucca (1080)
- Abbazia di San Marino, di Pavia (1107)
- Abbazia di San Sisto, Piacenza (1112)
- Monastero di Santa Maria di Juso di Montepeloso in provincia di Matera (1133)
- Monastero di Santa Maria della Rocchetta di Piantonia[4], nei pressi di Fornovo di Taro (1139)
- Monastero di Santa Maria di Rocca a Rocca delle Donne di Camino (1167)
- Abbazia di Borzone, Borzonasca (1184)